# Tschetschenische Mafia
Die Tschetschenische Mafia (tschetschenisch: Нохчийн мафи, romanisiert: Noxçiyn mafi; russisch: Чеченская мафия, umschrieben: Chechenskaya mafiya) ist neben den etablierten russischen Mafiagruppen eine der größten ethnisch organisierten Verbrechergruppen in der ehemaligen Sowjetunion. Sie ist über die tschetschenische Diaspora auch zunehmend in Westeuropa aktiv. Tschetschenische Mafia-Gruppierungen gelten sowohl in Russland als auch in Westeuropa als besonders gewaltbereit.

## Geschichte
Im größeren Stil kamen kriminelle Mafia-Strukturen in der Sowjetunion in den 1970er Jahren auf. Kriminelle Gruppen begannen die Schattenwirtschaft zu beherrschen. Während die meisten slawischen und kaukasischen Gangster in der Sowjetära dem Ehrenkodex der Diebe im Gesetz folgten, widersetzten sich die Tschetschenen weitgehend diesem und zogen es stattdessen vor, der Stammesstruktur des Tejp sowie dem Abrek, einen alten kaukasischen Banditenkodex, zu folgen. Der Moskauer Zweig der tschetschenischen Mafia, auch bekannt als Obschina oder "Gemeinschaft", wurde in den 1980er Jahren von dem Gangster Nikolai Suleimanow gegründet. Suleimanow betrieb ein Gebrauchtwagengeschäft und erzielte den Großteil seiner Gewinne durch Steuerhinterziehung. Später, als der Kapitalismus in die sowjetische Wirtschaft vordrang, wandte sich die Gruppe der Erpressung zu. Zu diesem Zeitpunkt wurde Chosch-Achmet Nuchajew, damals Universitätsstudent und Teil einer studentischen Untergrundbewegung, die sich für die Unabhängigkeit Tschetscheniens einsetzte, als Vollstrecker hinzugezogen. Der nationalistisch eingestellte Nuchajew stellte den Unternehmen, die unter seinem "Schutz" standen, eine zusätzliche Bedingung: Sie mussten einen Tschetschenen in ihre Belegschaft aufnehmen. Die Erleichterung der tschetschenischen Migration nach Moskau trug dazu bei, dass sie zu einer mächtigen Kraft in der Unterwelt wurden. In den 1990er Jahren war die tschetschenische Mafia mit 3000 Mitgliedern in Moskau präsent. Boris Beresowski war einer der Geschäftsleute, die in dieser Zeit mit den Tschetschenen in Verbindung standen.
Die Tschetschenen waren für ihre Gewalttätigkeit bekannt und berüchtigt und wurden bald zur dominierenden kriminellen Gruppe in Moskau, was sie in Konflikt mit den slawischen Banden brachte, darunter die Solnzewo-Bruderschaft und die Orechowskaja-Bande, die über die wachsenden Verbindungen zwischen dem organisierten Verbrechen und der tschetschenischen Separatistenbewegung besorgt waren. In den 1990er Jahren soll es zu einem Friedenstreffen mit einem Essen zwischen 12 Tschetschenen und 24 russischen Mafiosi gekommen sein. Waffen waren bei dem Essen verboten, jedoch töteten die Tschetschenen ihre Gegner während des Treffens mit den Steakmessern.
In den 1990er Jahren etablierte Nuchajew ein Bündnis mit dem Politiker Dschochar Dudajew und unterstützte die tschetschenische Unabhängigkeitsbewegung. Nuchajew spielte eine wichtige Rolle im Vorfeld des Ersten Tschetschenienkriegs und nahm in letzter Minute an Verhandlungen mit der russischen Regierung teil. Später kämpfte er in der Schlacht um Grosny und wurde dabei verwundet. Nach dem Krieg spielte Nuchajew weiterhin eine Schlüsselrolle in der tschetschenischen Politik und gründete eine Holdinggesellschaft, die Tschetschenien durch den Bau einer Ölpipeline zwischen Europa und Aserbaidschan zu Wohlstand verhelfen sollte. Doch der Zweite Tschetschenienkrieg machte dieser Initiative ein Ende.
In dem Chaos des vom Krieg zerrütteten Tschetscheniens wandten sich viele der aufständischen Kräfte der Kriminalität zu, um Geld zu beschaffen. Entführungen wurden zu einem wichtigen Geschäft sowohl für die Rebellen als auch für lokale Banditen, darunter das islamische Sonderregiment von Arbi Barajew. In einem besonders berüchtigten Fall wurden vier britische Ingenieure entführt und enthauptet. Auch Öldiebstahl und Schmuggel wurden zu einer wichtigen Einnahmequelle. Während der kurzen Zeit der Unabhängigkeit verfiel Tschetschenien schnell in Anarchie und wurde zu einem wichtigen Knotenpunkt für den Waffenhandel (mit einem Waffenmarkt im Zentrum von Grosny). Mafiosi nutzten die örtlichen Banken, um Gewinne aus kriminellen Aktivitäten zu waschen, und rivalisierende Kriegsherren, bewaffnete Banden und islamistische Terroristen bekämpften sich gegenseitig. Diese Atmosphäre der Gesetzlosigkeit verschärfte die Spannungen mit Russland und trug zur Rechtfertigung des Zweiten Tschetschenienkriegs bei, der mit der Wiedereingliederung der aufständischen Region in die Russische Föderation und der völligen Zerstörung von Grosny endete.
Unter dem Regime von Achmat Kadyrow und später Ramsan Kadyrow gingen die kriminellen Aktivitäten in der Region weiter. Tschetschenien wurde ein Zentrum für den Schmuggel und Gelder für den Wiederaufbau der Region wurden entwendet und verschwanden. Zwischen 2000 und 2003 versanken so Gelder in Höhe von zwei Milliarden US-Dollar in "schwarzen Löchern". Die während des Krieges häufigen Entführungen gingen aber zurück. Die Kadyrowzys werden auch für eine Reihe von Morden und Mordversuchen verantwortlich gemacht, einige davon aus politischen Gründen, wie im Fall der Brüder Jamadajew oder bei Mordanschlägen im Auftrag der russischen Regierung im Ausland.

## Tschetschenische Mafia in Deutschland
In Deutschland ist die tschetschenische Mafia seit einer verstärkten Zuwanderung von Tschetschenen mit den Tschetschenienkriegen aktiv. 2008 wurden Frankfurt am Main und Hamburg als Hochburgen der Tschetschenenmafia genannt. Die Gruppen sind vorwiegend im Drogenhandel, Schutzgelderpressung und dem Durchführen von Inkasso-Aufträgen aktiv. Im Jahre 2019 warnte das Bundeskriminalamt (BKA) vor den steigenden Aktivitäten der tschetschenischen Mafia in Deutschland. Diese sei besonders gefährlich und gewaltbereit, bis hin zu Tötungsdelikten. Sie hätten auf Sicherheitsdienste infiltriert und einige ihrer Angehörigen würden Flüchtlingsunterkünfte und sogar Polizeigebäude bewachen. Aufgrund ihrer abgeschotteten Clanstrukturen sind sie für die Polizei sehr schwierig zu bekämpfen. Einige der kriminellen Banden haben auch Kontakte zu Islamisten.
Der russische Geheimdienst FSB soll ab 2013 verstärkt Kriminelle aus Tschetschenien nach Deutschland gelockt haben, um die Bundesrepublik Deutschland zu destabilisieren und sich eigener Probleme zu entledigen. 2013 wurden 13.000 Asylanträge von Tschetschenen gestellt.
2016 soll die tschetschenische Mafia einen stadtbekannten Drogenboss in Berlin-Charlottenburg mit einer Autobombe getötet haben. Im März 2017 feuerte ein Tschetschene mit einer Kalaschnikow auf ein Café in Berlin-Wedding. Dabei soll es um die Einschüchterung eines albanischen Dealers gegangen sein.
In Berlin wurde 2021 von eskalierenden Revierkämpfen zwischen Tschetschenen und etablierten kriminellen arabischen Clans berichtet. Dabei ging es um die Kontrolle über Drogenhandel, Prostitution und Schutzgelderpressung. Es kam dabei zu handfesten Auseinandersetzungen sowie zu Messerstechereien und Angriffen mit Eisenstangen. Da die meisten der tschetschenischen Kriminellen kriegserfahrene Kämpfer sind, seien diese eine ernsthafte Herausforderung für bestehende Banden und hätten bereits den Drogenhandel unter ihre Kontrolle bringen können.

## Mediale Darstellung
- In Tödliche Versprechen – Eastern Promises (2007) wollen tschetschenische Gangster die Ermordung ihres Partners in London rächen.
- In dem Film The Dark Knight (2008) wird eine der Fraktionen des organisierten Verbrechens in Gotham City von einer als "The Chechen" bekannten Figur vertreten, die von Ritchie Coster dargestellt wird. Der Tschetschene verfügt über ein Paar bösartige Hunde. Später wird der Tschetschene offenbar auf Befehl des Jokers (Heath Ledger) getötet, der befiehlt, ihn zu zerstückeln und an seine eigenen Hunde zu verfüttern. Die Hunde werden später vom Joker eingesetzt, um Batman (Christian Bale) anzugreifen.
- Eine Nebenhandlung des russischen Kriminalfilms Bruder dreht sich um einen Kampf zwischen der tschetschenischen und der russischen Mafia um die Kontrolle über einen Markt.
- In der Tatort-Episode Wo ist nur mein Schatz geblieben? (2021) wird Vera Berlov (Violetta Schurawlow) verdächtigt, Gelder für die tschetschenische Mafia zu waschen.
- Mehrere Episoden von Brigada befassen sich mit den Beziehungen der titelgebenden Bande zu tschetschenischen Kämpfern und Figuren des organisierten Verbrechens.
- Die tschetschenische Mafia taucht auch in Frederick Forsyths Roman Icon auf.
- Tschetschenische Kriminelle tauchen am Ende von Die etwas anderen Cops (2010) auf.
- In der türkischen Fernsehserie Tal der Wölfe sind tschetschenische Mafiosi im Tal zu sehen.
- In dem Film The Drop von 2014 nutzt die tschetschenische Mafia eine Reihe von Bars in Brooklyn, um illegales Geld zu sammeln. In diesem Fall ist die tschetschenische Mafia der Hauptgegner des Films und wird von Chovka Umarov (Michael Aronov) vertreten.
- In der HBO-Serie Barry wird die tschetschenische Mafia in Los Angeles von Goran Pazar (Glenn Fleshler) angeführt, und Gorans rechte Hand, NoHo Hank (Anthony Carrigan), ist einer der Figuren.